# Юхари-Захит
Юхари-Захит (лезг. Вани Захит) — село в Хивском районе Дагестана. Входит в состав сельского поселения сельсовет Захитский.

## География
Расположено в 6 км к югу от районного центра — села Хив на реке Галаркам.

## История
Указом ПВС. ДАССР от 24.11.1974 года села Орта-Захит и Юхари-Захит объединены в одно село — с. Юхари-Захит. Согласно Постановлению Совета министров ДАССР от 16.02.1979 № 42 «О плане внутриреспубликанского переселения и строительстве жилых домов для переселенцев в 1979 г.» жителей сел Ашага-Захит и Юхари-Захит были переселены на участок «Сенгер-кунтар», расположенный на территории Магарамкентского района. В результате образовался новый населённый пункт Захит.

## Население
| 1895 | 1926 | 1939 | 1970 | 1989 | 2002 | 2010 |
| ---- | ---- | ---- | ---- | ---- | ---- | ---- |
| 370  | ↘325 | ↘310 | ↘259 | ↗889 | ↘16  | ↘0   |
| 2021 |      |      |      |      |      |      |
| →0   |      |      |      |      |      |      |